# Hermann Horstkotte
Hermann Horstkotte (* 2. März 1947 in Köln als Hermann-Josef Horstkotte) ist ein deutscher Althistoriker und Freier Journalist.

## Leben
Horstkotte machte 1966 das Abitur am Gymnasium Köln-Nippes. Er studierte Geschichte an der Universität zu Köln und wurde 1978 bei Friedrich Vittinghoff mit einer Dissertation zur spätrömischen Geschichte zum Dr. phil. promoviert. Von 1978 bis 1990 war er wissenschaftlicher Assistent an der RWTH Aachen und von 1995 bis 1996 wissenschaftlicher Mitarbeiter an der Universität zu Köln. Ab 1998 lehrte er als Privatdozent an der RWTH Aachen. Er verfasste zahlreiche Schriften für Inter Nationes und arbeitet in Bonn als Bildungs- und Wissenschaftsjournalist für Legal Tribune Online, Zeit Online, den Bonner General-Anzeiger und insbesondere Spiegel Online.
Seit dem 19. Juli 1978 ist er verheiratet mit Gudrun Horstkotte, geborene Schindler.

## Schriften
- Die Theorie vom spätrömischen „Zwangsstaat“ und das Problem der „Steuerhaftung“ (= Beiträge zur klassischen Philologie. Band 159). Hain, Königstein 1984, ISBN 3-445-02326-3 (= Dissertation, Universität Köln 1978).
  - 2. ergänzte Auflage unter dem Titel: Die „Steuerhaftung“ im spätrömischen „Zwangsstaat“ (= Athenäums Monografien. Altertumswissenschaft. Band 185). Athenäum, Frankfurt am Main 1988, ISBN 3-610-09011-1